# Drvenik Mali (sziget)
Drvenik Mali (helyi neve Ploča) egy sziget Horvátországban, a Dalmáciában, Trogirtól 10 km-re délnyugatra, Drvenik Veli szigetétől nyugatra, a Közép-Dalmáciai-szigetek része.

## Fekvése
A kis szigetet Drvenik Veli szigetétől a Drveniki-szoros (Drvenička vrata), a szárazföldtől a Drveniki-csatorna (Drvenički kanal) választja el. A sziget területe 3,43 km², a legmagasabb pont a 79 m magas Glavica, mely a sziget nyugati részén található. A nagyobb öblök a Vela és a Mala Rina, a Garbine és a Borak. A sziget mezozoikumi (kréta kori) érctartalmú mészkövekből épül fel.

## Népesség
A lakosság a 15. században a szárazföldről bevándorolt népességből áll. Valószínűleg a Dalmát Zagorából érkeztek, nyelvjárásban és viseletben különböznek Drvenik Veli lakóitól. A sziget főként a középső és keleti részén lakott. 50-60 lakosa van, akik több falucskában laknak. A sziget lakosságának abszolút többsége horvát. A fő település a szétszórt jellegű Borak, de a szigeten számos más falucska található, például a partmenti Vela Rina, Mala Rina, Petomavar és Dolići, valamint a parttól távolabbi Velika Kuknara és Mala Kuknara (Prigomila).

## Közlekedés
A szigetet hajó- és kompjáratok kötik össze Drvenik Veli, Trogir és Split településekkel.
A szigeten tilos az autóforgalom, és nincs kövezett út. Kompjárat köti össze Trogirral és Donji Segettel. A sziget fő kikötője Borak, mely minden társadalmi és gazdasági tevékenység központi helye. A közelmúltban a szigeten néhány száz méter hosszú aszfaltozott utat építettek a Borak-öböltől Vela Rina irányába.

## Gazdaság
A turizmus fejlesztésének feltételei rosszak (csak úgynevezett erdei utak vannak, nincs vízellátás vagy csatornázás). A szigetet gyönyörű strandok és tiszta tenger veszi körül. Vitatható, hogy a „modern építkezés” mennyi kárt okoz a turizmusnak. A sziget olajbogyókban és a legjobb minőségű szentjánoskenyérben gazdag. Az extra szűz olívaolaj széles körben ismert és szerte az országban értékesítik. Ezeken kívül a fügét és a mandulát termesztik. A Drvenik Mali alkalmas a „civilizációtól távol eső” nyaralásra, mert bővelkedik az érintetlen természeti szépségekben és a mediterrán gyógynövényekben. A sziget környékén főként a szardíniát halásszák.

## Fordítás
- Ez a szócikk részben vagy egészben  a   Drvenik Mali című horvát Wikipédia-szócikk ezen változatának fordításán alapul.  Az eredeti cikk szerkesztőit annak laptörténete sorolja fel. Ez a jelzés csupán a megfogalmazás eredetét és a szerzői jogokat jelzi, nem szolgál a cikkben szereplő információk forrásmegjelöléseként.